# ويليام دونهام
ويليام دونهام (بالإنجليزية: William Dunham)‏ هو كاتب أمريكي، ولد في 8 ديسمبر 1947 في بيتسبرغ في الولايات المتحدة.